# Nudina nubilosa
Nudina nubilosa är en fjärilsart som beskrevs av Otto Staudinger 1887. Nudina nubilosa ingår i släktet Nudina och familjen björnspinnare. Inga underarter finns listade i Catalogue of Life.